# Victory Vision Tour

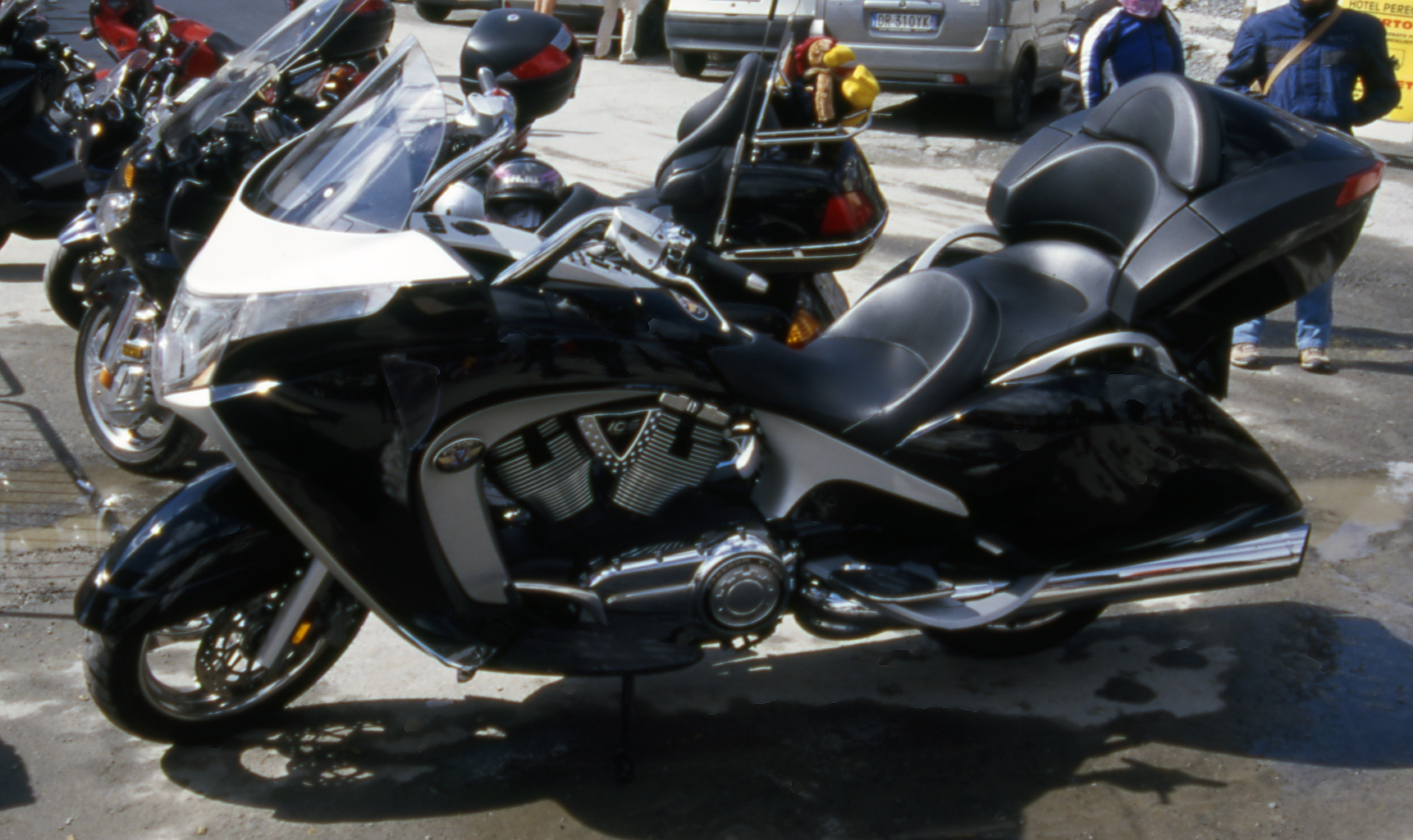
Victory Vision Tour

Victory Vision — мотоцикли класу touring представлений американською компанією Victory Motorcycles в лютому 2007 року. Вони поставляється в двох версіях, Street та Tour.
Vision пропонує низьку висоту сидіння і широкий вибір електроніки.
У 2010 році версія Vision 8-Ball змінила версію Street.